# Операция «Активные усилия»
«Активные усилия» (англ. Active Endeavour) — операция НАТО в Средиземном море по предотвращению терроризма и оборота предназначенных для него материалов, длившаяся 15 лет с 2001 года. В феврале 2006 года в операции участвовала Россия. Главная цель операции — предотвращение контрабанды материалов, которые могут быть использованы террористами (в том числе взрывчатки и оружия массового поражения). Кроме того, операция призвана обеспечить безопасность транзита энергоресурсов по Средиземному морю. В 2006 году НАТО планировало расширить мандат операции на Чёрное море.

## Ход операции
Операция «Активные усилия» началась 26 октября 2001 года после терактов в США. Проведение операции стало первым случаем применения на практике статьи 5 Североатлантического договора 1949 года, которая предусматривает оказание коллективной помощи одной из стран НАТО, подвергнувшейся нападению.
В операции участвовавали надводные корабли, морская патрульная авиация, подводные лодки и быстроходные катера. Взаимодействуя между собой, они вели наблюдение за подозрительными кораблями и досматривали их. В случае отказа от досмотра информация о подозрительном судне передавалась в порт назначения, так как в компетенцию НАТО не входит задержание судов. На конец 2005 года было опрошено по рации около 59 тыс. судов и на борту 80 кораблей был произведен досмотр.
5 февраля 2006 года отряд российских кораблей Черноморского флота РФ в составе ракетного крейсера «Москва», десантного корабля «Азов» и спасательного буксира СБ-36 вышел в поход в Средиземное море для участия в операции. Россия и НАТО считали, что данная морская акция могла стать началом нового этапа военного сотрудничества сторон.
Операция была свёрнута 9 октября 2016 года, и взамен ей запущена не связанная с реализацией коллективной обороны («non-article 5») операция Sea Guardian.